# Valmala (Italia)
Valmala es una comuna italiana de la región del Piamonte, provincia de Cuneo, con 56 habitantes. Se extiende por un área de 10 kilómetros cuadrados con una densidad de población de 5,6 hab/km². Limita con Brossasco, Busca, Melle, Roccabruna, Rossana, Venasca y Villar San Costanzo.

## Evolución demográfica
| Gráfica de evolución demográfica de Valmala entre 1861 y 2001 |
|                                                               |
| Fuente ISTAT - elaboración gráfica de Wikipedia               |

- Datos: Q20527
- Multimedia: Valmala (Busca) / Q20527

1. ↑  «Codici Catastali». Comuni-italiani.it (en italiano). Consultado el 29 de abril de 2017.